# Nuit gravement
Albums de RoBERT
Sourde et aveugle Aux marches du palais
Nuit gravement est le sixième album studio de la chanteuse française RoBERT, enregistré en Roumanie et sorti en 2012.

## Liste des titres
1. Skype (en duo avec Anthony Delon)  4:05
2. Radioactivity (Ralf Hütter / Florian Schneider / Emil Schult) 3:11
3. Débutante (Robert - Mathieu Saladin) 3:55
4. Nuit gravement (Robert - Mathieu Saladin) 3:42
5. Taste of Your Tongue (Robert - Mathieu Saladin) 4:07
6. La Révolution (Robert - Mathieu Saladin) 4:14
7. Vară, vară (chant traditionnel transylvanien) 3:41
8. Mon connard (Robert - Mathieu Saladin) 3:02
9. Ça fait mal (Robert - Mathieu Saladin) 4:04
10. Je traîne les pieds (Robert - Mathieu Saladin) 4:30
11. Dans le caniveau (Robert - Mathieu Saladin) 2:58
12. Deuil en décembre (Robert - Mathieu Saladin) 1:38

## Singles
- Skype (en duo avec Anthony Delon) (2012)
- La Révolution (2012)
- Taste of Your Tongue (2013)
- Débutante (2014)